# Državni ured za upravljanje državnom imovinom
Državni ured za upravljanje državnom imovinom (DUUDI) osnovan je temeljem Zakona o ustrojstvu i djelokrugu ministarstava i drugih središnjih tijela državne uprave (NN, broj 150/11 i 22/12, članak 3) i Zakona o sustavu državne uprave (NN, broj 150/11) u prosincu 2011. godine.
Zakon o ustrojstvu i djelokrugu ministarstava i drugih središnjih tijela državne uprave (NN, broj 150/11 i 22/12) u članku 27. definira ovlasti i zadaće Državnog ureda za upravljanje državnom imovinom: 
"Državni ured za upravljanje državnom imovinom je koordinacijsko tijelo za upravljanje državnom imovinom u odnosu na središnja tijela državne uprave i druga tijela, odnosno pravne osobe osnovane posebnim zakonima, koji su imatelji, odnosno raspolažu državnom imovinom."

## Ovlasti
Prema Zakonu o ustrojstvu i djelokrugu ministarstava i drugih središnjih tijela državne uprave, DUUDI:
1. obavlja koordinaciju i harmonizaciju kriterija za upravljanje državnom imovinom;
2. u svojstvu stručnog nositelja izrađuje Nacrt prijedloga strategije upravljanja državnom imovinom, Prijedlog plana upravljanja državnom imovinom i Izvješća o provedbi Plana upravljanja državnom imovinom;
3. sudjeluje s nadležnim ministarstvima i drugim tijelima u utvrđivanju smjernica za ostvarivanje vlasničke politike u trgovačkim društvima i drugim pravnim osobama koje su od strateškog i posebnog interesa za Republiku Hrvatsku, te u sustavnom praćenju i izvještavanju o radu, upravljanju, razvoju i ostvarivanju strateške politike u tim društvima;
4. predlaže Vladi Republike Hrvatske donošenje odluke o utvrđivanju trgovačkih društava i drugih pravnih osoba od strateškog i posebnog interesa za Republiku Hrvatsku;
5. daje mišljenje Vladi Republike Hrvatske o prijedlogu resornog ministra, za imenovanje predstavnika vlasnika u skupštinama trgovačkih društava, predlaganje kandidata za predsjednike skupština trgovačkih društava, kandidata za članove nadzornih i upravnih odbora, kandidata za članove i predsjednike uprava trgovačkih društava i drugih pravnih osoba od strateškog i posebnog interesa za Republiku Hrvatsku, kao i za trgovačka društva i druge pravne osobe koje su u većinskom vlasništvu Republike Hrvatske;
6. daje mišljenja Agenciji za upravljanje državnom imovinom (u daljnjem tekstu: Agencija) o prijedlogu resornog ministra, za imenovanja predstavnika vlasnika u skupštinama trgovačkih društava i drugih pravnih osoba koje nisu od strateškog i posebnog interesa za Republiku Hrvatsku niti su u većinskom vlasništvu Republike Hrvatske, te predlaganje kandidata za predsjednike skupština, članove i predsjednike nadzornih i upravnih odbora, te članove i predsjednike uprava u istima;
7. daje Agenciji prethodno mišljenje na predložene planove restrukturiranja trgovačkih društava u poteškoćama koja su u državnom vlasništvu te na stjecanje dionica i poslovnih udjela u ime Republike Hrvatske;
8. daje prethodno mišljenje ministarstvima i Agenciji, kod stjecanja, prodaje, darovanja i zamjena dionica, udjela i nekretnina u državnom vlasništvu;
9. daje Agenciji prethodnu suglasnost na zahtjeve i mišljenja Agencije kojima Agencija sudjeluje u postupku izrade dokumenata prostornoga uređenja;
10. obavlja nadzor korištenja i upravljanja državnom imovinom u smislu zakona kojim se uređuje upravljanje državnom imovinom;
11. dva puta godišnje razmatra Izvješće Agencije o stanju neprocijenjene imovine u postupku pretvorbe i privatizacije;
12. obavlja i druge poslove koji su mu stavljeni u nadležnost posebnim zakonom.

## Unutarnje ustrojstvo
Unutarnje ustrojstvo Državnog ureda za upravljanje državnom imovinom uređeno je Uredbom o unutarnjem ustrojstvu Državnog ureda za upravljanje državnom imovinom[neaktivna poveznica] (NN 031/2012). 
Člankom 2. navedene uredbe za obavljanje poslova iz djelokruga DUUDI-a, ustrojavaju se sljedeće ustrojstvene jedinice:

- Kabinet predstojnika Državnog ureda
- Sektor za strategiju i plan upravljanja državnom imovinom
- Samostalna služba za koordinaciju korporativnog upravljanja
- Samostalna služba za nadzor korištenja i upravljanja državnom imovinom
- Glavno tajništvo.

## Zakonodavni okvir iz djelokruga Državnog ureda za upravljanje državnom imovinom
Vlada Republike Hrvatske donijela je 16.veljače 2012. godine Uredbu o kriterijima za predlaganje članova Uprava i Nadzornih odbora trgovačkih društava u vlasništvu države(NN 19/12) na prijedlog DUUDI-a. 
Vlada Republike Hrvatske također je donijela 19. travnja 2012. godine i Izmjene i dopune Odluke o utvrđivanju plaća i drugih primanja predsjednika i članova uprava trgovačkih društava  Arhivirana inačica izvorne stranice od 13. veljače 2011. (Wayback Machine)(NN 46/12) na prijedlog DUUDI-a.
Odlukom o korištenju rezidencijalnih objekata u vlasništvu Republike Hrvatske od 26.srpnja 2012. godine, člankom 6. određeno je da "predstojnik Državnog ureda za upravljanje donosi odluku o visini naknade za korištenje rezidencijalnih objekata..."

## Rukovoditelji Državnog ureda za upravljanje državnom imovinom
- Mladen Pejnović, predstojnik
- Alen Čičak, zamjenik predstojnika